# جيرالد فولر
جيرالد فولر (بالإنجليزية: Gerald Fowler)‏ (27 يوليو 1866 في المملكة المتحدة - 24 مايو 1916 في المملكة المتحدة) هو لاعب كريكت بريطاني (وحمل سابقاً جنسية المملكة المتحدة لبريطانيا العظمى وأيرلندا). لعب مع نادي مقاطعة ساسكس للكريكت ‏ ونادي مقاطعة سومرست للكريكت ‏ ونادي الكريكت في جامعة أكسفورد ‏.

## وصلات خارجية
- جيرالد فولر على موقع إي آس بي آن كريك إنفو (الإنجليزية)